# Unsterbliche Geliebte

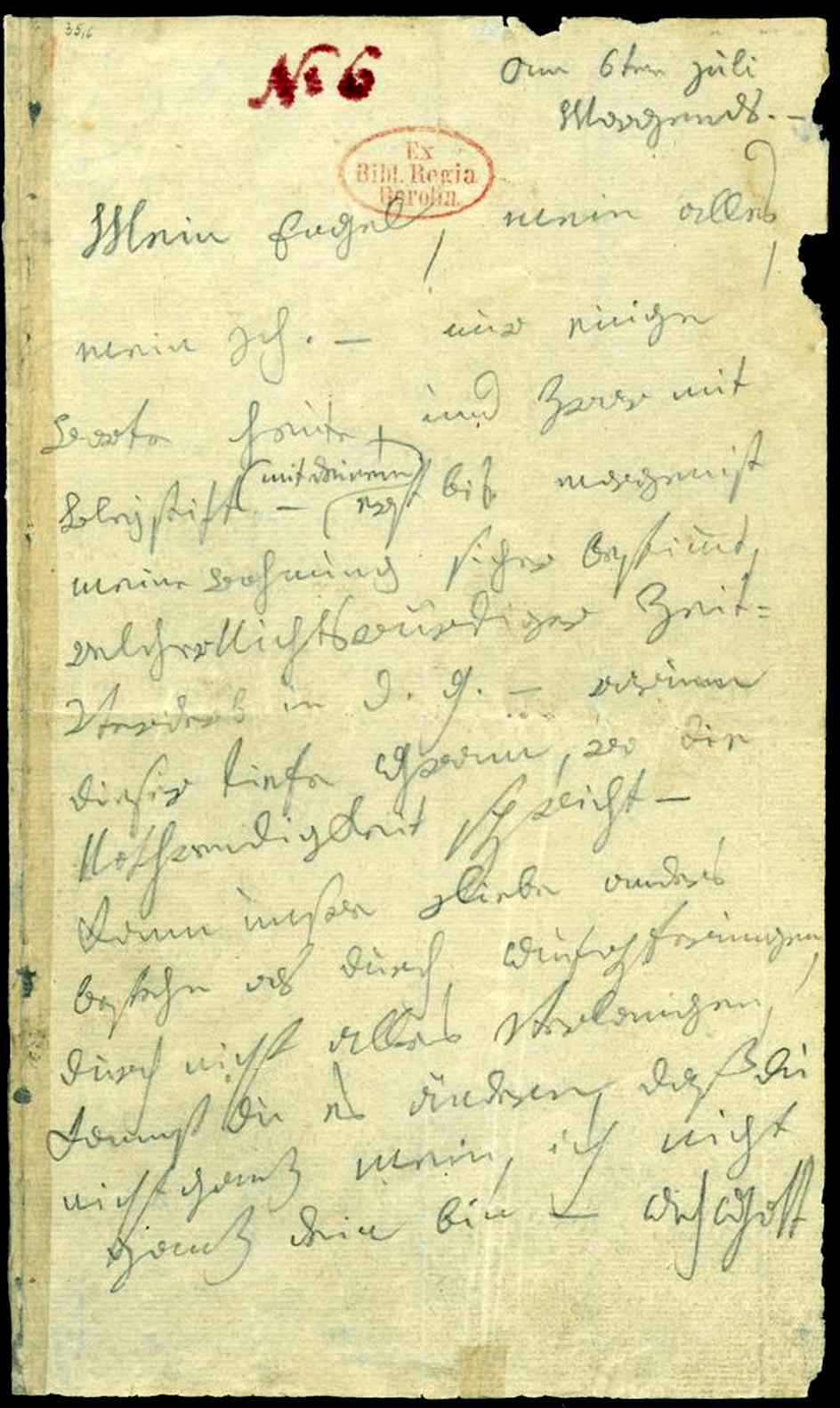
Faksimile der ersten Seite

Als Unsterbliche Geliebte wird die Adressatin eines berühmt gewordenen Briefes bezeichnet, den Ludwig van Beethoven am 6./7. Juli 1812 in Teplitz schrieb. Ihre Identität ist in der Fachwelt bis heute umstritten. Der Brief gelangte aus dem Nachlass des Komponisten in den Besitz seines Sekretärs Anton Schindler. Nach dessen Tod erbte ihn dessen Schwester Marie Egloff geb. Schindler. Später kam er in den Besitz des Fabrikanten August Nowotny, der in Altrohlau bei Karlsbad eine Porzellanfabrik betrieb. Nowotny übergab seine Sammlung schließlich 1880 der heutigen Berliner Staatsbibliothek. Der Brief wird dort unter der Signatur Mus. ep. autogr. Beethoven 127 aufbewahrt. Der Text ist mit Bleistift geschrieben und besteht aus drei Teilen.

## Äußere Anhaltspunkte

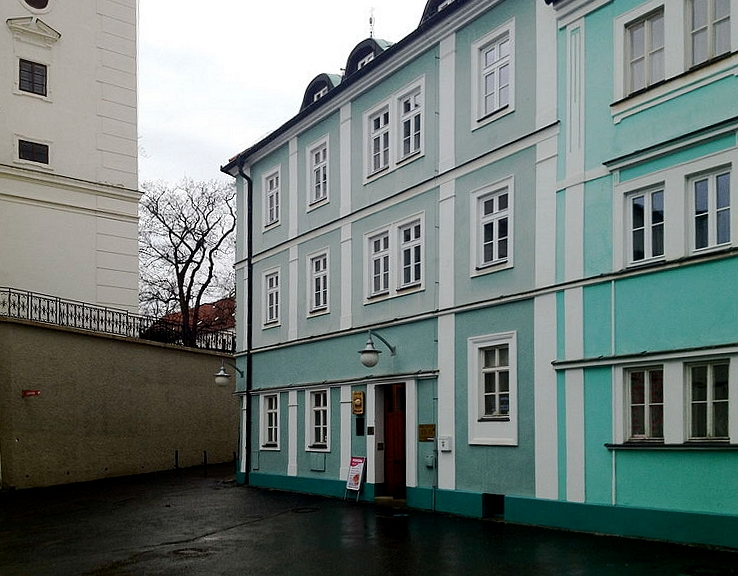
Teplitz, Pension Zur goldenen Sonne, wo Beethoven am 6./7. Juli 1812 wohnte. Wahrscheinlich schrieb er hier den Brief an die Unsterbliche Geliebte, Foto (2014)

### Datierung und Ortsangaben für den Absender und die Empfängerin
Beethoven hat den Brief nicht vollständig datiert, es fehlt die Jahreszahl sowie eine Ortsangabe. Aus diesen Gründen gestaltete sich die Ermittlung der Adressatin lange Zeit äußerst schwierig. Anhaltspunkte boten lediglich Beethovens Angabe „Montags am 6ten Juli“ und seine Bemerkung „als Badender muß ich schlafen gehn“, nach der er sich in einem Kurort aufhielt. In den folgenden in Frage kommenden Jahren fiel der 6. Juli auf einen Montag: 1795, 1801, 1807, 1812 und 1818. Daneben erwähnt Beethoven, dass er den Brief mit der Postkutsche nach „K.“ befördern lassen wollte. Aufgrund seiner Bemerkungen über den Postverkehr nach dort schloss Max Unger, dass Beethoven sich im böhmischen Kurort Teplitz aufhielt und der Brief über Karlsbad befördert werden sollte. Damit lag die Vermutung nahe, dass der Brief im Juli 1812 entstand, als Beethoven tatsächlich zur Kur in Teplitz weilte. Der „schreckliche, grundloße Landweg“, den Beethoven in seinem Brief erwähnt und der nach seinen Angaben nicht nur bei ihm auf einem Waldweg, sondern auch bei „Esterhazi … auf dem anderen gewöhnlichen Wege hierhin“ zur Folge hatte, dass das Fahrzeug mit Bruch steckenblieb, brachte Unger darauf, das Wetter von Anfang Juli 1812 heranzuziehen. Dabei entdeckte er, dass Goethe, der sich zur selben Zeit in Karlsbad aufhielt, in seinem Tagebuch fast ausschließlich Regenwetter notiert hatte. Damit wurde die Datierung auf das Jahr 1812 durch weitere Indizien gestützt. Endgültige Gewissheit brachte in den 1950er Jahren eine Wasserzeichenanalyse des Briefpapiers durch Joseph Schmidt-Görg, die ergab, dass Beethoven Papier derselben Sorte noch für einige andere Briefe im Sommer 1812 benutzte – aber weder davor noch danach.

### Vermutetes Treffen in Prag
Darüber hinaus ergibt sich aus dem Brief, dass Beethoven die Geliebte offenbar kurz zuvor getroffen hatte, höchstwahrscheinlich in Prag, wo er – von Wien kommend – vom 1. bis 3. Juli einen Zwischenaufenthalt in dem am Graben gelegenen Hotel Schwarzes Roß  einlegte, ehe er am 4. Juli nach Teplitz weiterreiste. In Prag war er unter anderem für den Abend des 3. Juli mit Karl August Varnhagen von Ense verabredet – ein Treffen, zu dem es jedoch nicht kam, denn am 14. Juli schrieb Beethoven Varnhagen von Teplitz: „es war mir leid lieber V. den lezten Abend in Prag nicht mit ihnen zubringen zu können, ich fand es selbst für unanständig, allein ein Umstand, den ich nicht vorher sehn konnte, hielt mich davon ab“. Es wird allgemein angenommen, dass es die offenbar unvorhergesehene Begegnung mit der „Unsterblichen Geliebten“ war, die das Treffen mit Varnhagen verhinderte.

### Beethovens Teplitzer Wohnungen
Beethoven wohnte in Teplitz zunächst im Haus Zur goldenen Sonne am Badeplatz Nr. 72, Ecke Schlossplatz. Am 7. Juli bezog er ein Zimmer im Haus Zur Eiche in der Langen Gasse Nr. 62, der Hauptstraße von Teplitz. Der Umzug ist auch durch Beethovens Brief belegt, in dem er zu Beginn schreibt: „erst bis morgen ist meine Wohnung sicher bestimmt“.

### Die Karlsbader Kurlisten und polizeilichen Meldeprotokolle
Es wird allgemein angenommen, dass Beethoven den Brief an die „Unsterbliche Geliebte“ nach „K.“, d. h. Karlsbad senden wollte, so dass die dortigen Kurlisten und Meldeprotokolle als wichtige Quelle für die Ermittlung der Adressatin gelten. Sie werden heute im Státní okresní archiv (Staatlichen Kreisarchiv) von Karlovy Vary verwahrt. Zum streng reglementierten Prozedere der Anmeldung heißt es in einem Karlsbader Reiseführer von 1812:

„In den ersten Stunden gleich nach der Ankunft hat jeder In- und Ausländer einen gedruckten Anzeigzettel, den ihm der Hausherr unter eigener Dafürhaftung vorleget, bestimmt auszufüllen. Desselben Rubriken sind: 1. Vor- und Zuname des Einkehrenden, seiner Angehörigen und Dienerschaft. 2. Charakter. 3. Geburtsort und Vaterland. 4. Ort des bisherigen Aufenthaltes. 5. Absicht der Reise. 6. Mit welcher Gelegenheit er kam. 7. Durch wie viel Wochen oder Tage er sich hier aufzuhalten gedenket. 8. Hat die vorschriftsmäßige Kurtaxe, (Badegeld) bezahlet, weil er sich über 8 Tage hier aufhält, mit – 9. Benennung des Passes oder der Urkunde. 10. Reiset von hier nach – Die mitgebrachte Dienerschaft ausgenommen, hat nämlich jeder Kurgast beides Geschlechtes, wenn man über 8 Tage hier weilet, auch für Kinder, wenn sie 13 Jahre alt oder erwachsen sind, 4 fl. W. W. unter der Benennung Kurtaxe an den Hauswirth zu zahlen, der sie dann nebst dem Reisepasse auf das Rathhaus zu geben hat. […] Die Reisepässe bleiben gegen einen Empfangschein bei der Polizey-Direkzion bis zum Tage der Abreise liegen.“

Es war demnach kaum möglich, sich inkognito in Karlsbad aufzuhalten. Selbst wer nur kurz in der Stadt verweilte, musste zwar keine Kurtaxe entrichten, aber in jedem Fall seinen Reisepass bis zur Abreise bei der Polizei hinterlegen. Aufgrund einer Vermutung des tschechischen Forschers Bohumil Plevka hatte Harry Goldschmidt noch geglaubt, dass „Kurzaufenthalte nicht registriert wurden“, konnte dies aber nicht belegen. Der zitierte Reiseführer, den Plevka und Goldschmidt nicht kannten, lässt eher vermuten, dass die polizeilichen Vorschriften keine Ausnahmen dieser Art zuließen. Das vereinfacht heutige Nachforschungen, denn es spricht alles dafür, dass der Name der Unbekannten in den damaligen polizeilichen Meldeprotokollen zu finden ist. 1812 war es der Karlsbader Polizei-Oberkommissär Adalbert Grass, der über die Gäste und Vorkommnisse der Stadt wachte. Grass berichtete seinen Vorgesetzten auch über das Wohltätigkeitskonzert, das Beethoven – der um den 27. Juli von Teplitz nach Karlsbad reiste – am 6. August in Karlsbad gab.
Die Relevanz der polizeilichen Quellen wurde erst relativ spät erkannt. Erstmals genutzt wurden sie in den 1960er Jahren von dem New Yorker Forscher George Marek, anschließend 1972 von dem ebenfalls in New York lebenden Beethoven-Spezialisten Maynard Solomon.
Einige Forscher halten es für denkbar, dass der Brief über Karlsbad hinaus in einen weiter entfernten Ort befördert werden sollte, womöglich nach Franzensbad.

## Transkription des Briefes
Die Transkription des Briefes wird nachfolgend wiedergegeben:

### Seite 1
am 6ten Juli
Morgends. -
Mein Engel, mein alles, mein Ich.
- nur einige Worte heute, und zwar mit Bleystift - (mit deinem) erst bis morgen ist meine Wohnung sicher bestimt, welcher Nichtswürdiger Zeitverderb in d.g. - warum dieser tiefe Gram, wo die Notwendigkeit spricht - Kann unsre Liebe anders bestehn als durch Aufopferungen, durch nicht alles verlangen, kannst du es ändern, daß du nicht ganz mein, ich nicht ganz dein bin - Ach Gott

### Seite 2
blick in die schöne Natur und beruhige dein Gemüth über das müßende - die Liebe fordert alles und ganz mit Recht, so ist es mir mit dir, dir mit mir - nur vergißt du so leicht, daß ich für mich und für dich leben muß, wären wir ganz vereinigt, du würdest dieses schmerzliche eben so wenig als ich empfinden - meine Reise war schrecklich, ich kam erst Morgens 4 uhr gestern hier an.
da es an Pferde mangelte, wählte die Post eine andre Reiseroute, aber welch

### Seite 3
schrecklicher Weg, auf der vorlezten Station warnte man mich bey nacht zu fahren, machte mich einen Wald fürchten, aber das Reizte mich nur - und ich hatte Unrecht, der Wagen muste bey dem schrecklichen Wege brechen, grundloß, bloßer
Landweg. [gestrichen: und die] ohne 2 solche Postillione, wie ich hatte, wäre ich liegen geblieben Unterwegs.
Esterhazi hatte auf dem andern gewöhnlichen Wege hierhin dasselbe schicksaal mit 8 Pferden, was ich mit vier. - jedoch hatte ich zum Theil wieder Vergnügen,

### Seite 4
wie imer, wenn ich was glücklich überstehe. - nun geschwind zum innern vom außern, wir werden unß wohl bald sehn, auch heute kann ich dir meine Bemerkungen nicht mittheilen, welche ich während dieser einigen Tage über mein Leben machte - wären unsre Herzen imer dicht an einander, ich machte wohl keine d.g. die Brust ist voll dir viel zu sagen - Ach - Es gibt Momente, wo ich finde daß die sprache noch gar nichts ist - erheitre dich - bleibe mein Treuer einziger schaz, mein alles, wie ich dir das übrige müßen die Götter schicken, was für unß seyn muß und seyn soll. -
dein treuer Ludwig. -

### Seite 5
Abends Montags am 6ten Juli -
Du leidest du mein theuerstes Wesen - eben jezt nehme ich wahr daß die Briefe in aller Frühe aufgegeben werden müßen.
Montags - Donnerstags - die einzigen Täge wo die Post von hier nach K. geht - du leidest - Ach, wo ich bin, bist du mit mir, mit mir und dir rede ich mache daß ich mit dir leben kann, welches Leben!!!! so!!!!
ohne dich - Verfolgt von der Güte der Menschen hier und da, die ich meyne - eben so wenig verdienen zu wollen, als sie zu verdienen -
Demuth des Menschen gegen den Menschen - sie schmerzt mich - und wenn ich mich

### Seite 6
im Zusamenhang des Universums betrachte, was bin ich und was ist der - den man den Größten nennt - und doch - ist wieder hierin das Göttliche des Menschen - ich weine wenn ich denke daß du erst wahrscheinlich Sonnabends die erste Nachricht von mir erhältst - wie du mich auch liebst - stärker liebe ich dich doch - doch nie verberge dich vor

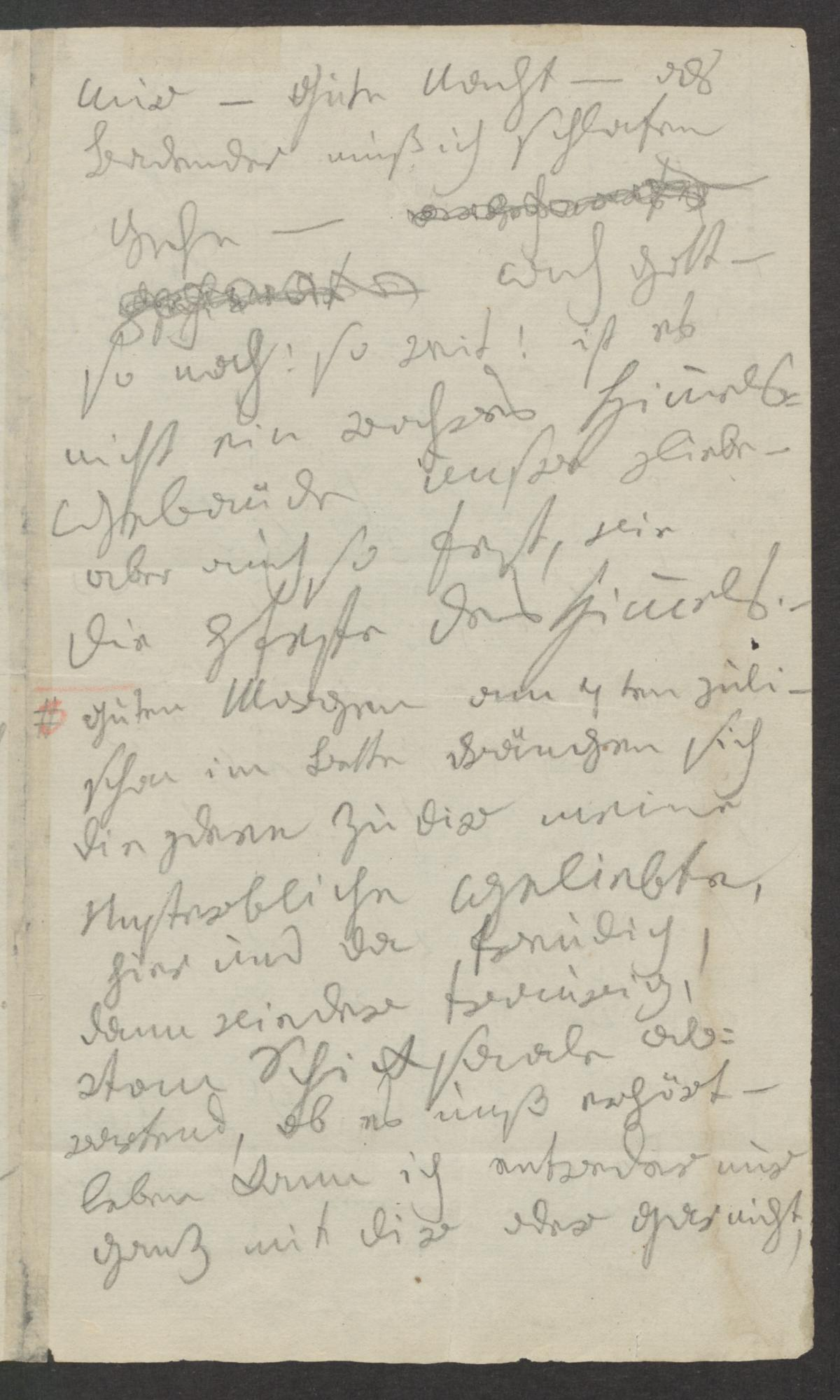
Faksimile der siebten Seite mit Beethovens Formulierung «Unsterbliche Geliebte»

### Seite 7
mir - gute Nacht - als Badender muß ich schlafen gehn - [gestrichen: o geh mit, geh mit - ] Ach gott - so nah! so weit! ist es nicht ein wahres Himels-Gebäude unsre Liebe - aber auch so fest, wie die Veste des Himels. -
guten Morgen am 7ten Juli - schon im Bette drängen sich die Ideen zu dir meine Unsterbliche Geliebte, hier und da freudig, dann wieder traurig, vom Schicksaale abwartend, ob es unß erhört - leben kann ich entweder nur ganz mit dir oder gar nicht,

### Seite 8
ja ich habe beschlossen in der Ferne so lange herum zu irren, bis ich in deine Arme fliegen kann, und mich ganz heymathlich bey dir nennen kann, meine Seele von dir umgeben in’s Reich der Geister schicken kann - ja leider muß es seyn - du wirst dich fassen um so mehr,
da du meine Treue gegen dich kennst, nie eine andre kann mein Herz besizen, nie - nie - O Gott warum sich entfernen müßen, was man so liebt, und doch ist mein Leben in V. so wie jezt ein kümerliches Leben - Deine Liebe macht mich zum glücklichsten und zum unglücklichsten zugleich - in meinen Jahren jezt bedürfte ich einiger Einförmigkeit. Gleichheit des Lebens - kann

### Seite 9
diese bey unserm Verhältniße bestehn?
- Engel, eben erfahre ich, daß die Post alle Tage abgeht - und ich muß daher schließen, damit du den B. gleich erhältst sey ruhig, nur durch Ruhiges beschauen unsres Daseyns können wir unsern Zweck zusamen zu leben erreichen - sey ruhig - liebe mich - heute - gestern
Welche Sehnsucht mit Thränen nach dir - dir - dir - mein

### Seite 10
Leben - mein alles - leb
Wohl - o liebe mich fort - verken
nie das treuste Herz deines
Geliebten
L.
ewig dein
ewig mein
ewig uns

## Kandidatinnen (Auswahl)
1977 veröffentlichte Harry Goldschmidt ein grundlegendes Buch mit dem Titel Um die Unsterbliche Geliebte. Eine Bestandsaufnahme, in dem er alle Kandidatinnen aus Beethovens Umkreis einer umfangreichen Untersuchung unterzog, nach der nur noch zwei Frauen übrigblieben. Beide waren verheiratet und Mütter mehrerer Kinder: Josephine Stackelberg geb. Brunsvick verwitwete Deym sowie Antonie Brentano, die Schwägerin von Clemens Brentano und Bettina von Arnim. Goldschmidt argumentierte, dass die „inneren“ Gegebenheiten besser auf Josephine zuträfen, bei der jedoch nicht nachweisbar sei, dass sie zum fraglichen Zeitpunkt nach Prag und Karlsbad reiste, wohingegen für Antonie Brentano beides zutreffe. Die Auseinandersetzung um die Frage, welche dieser beiden Frauen die Unbekannte war, hat in der Fachwelt Züge eines Glaubenskrieges angenommen.
Im Verlaufe der mittlerweile über hundertfünfzigjährigen Recherche nach der Unbekannten wurden von der Forschung in chronologischer Reihenfolge folgende Frauen im Leben Beethovens als Kandidatinnen zur Diskussion gestellt:

### Julie (Giulietta) Guicciardi
Publiziert wurde der Brief erstmals 1840 in der Beethoven-Biografie Anton Schindlers. Dabei bezeichnete der langjährige Adlatus des Komponisten Julie (Giulietta) Gräfin Guicciardi als Adressatin – eine Spekulation, die von deren Cousine Therese Brunsvik schon unmittelbar nach der Veröffentlichung angezweifelt wurde. Sie notierte nach der Lektüre der Biografie am 12. November 1840 in ihrem Tagebuch: „Drei Briefe Beethovens angeblich an Giulietta. Sollten es Machwerke sein?“ Am 15. Januar 1847 vermerkte sie: „3 Briefe an Giulietta, sie werden wohl an Josephine sein die er leidenschaftlich geliebt hat.“ Josephine Brunsvik war Thereses Schwester. Was gegen Julie Guicciardi spricht, der Beethoven 1802 die Mondscheinsonate (Sonata quasi una Fantasia per il Clavicembalo o Piano-Forte, Opera 27, N° 2) widmete: Sie verkehrte nur 1801/02 als Klavierschülerin mit Beethoven, der sich von ihr geliebt glaubte. Sie aber empfand seinen Unterricht als „unendlich streng“ und wechselte dann den Lehrer. Sie war  leidenschaftlich in den unbemittelten Komponisten Wenzel Robert Graf Gallenberg verliebt, als dessen Ehefrau sie 1803 nach Neapel auswanderte. Bis 1822 lebte sie vorwiegend dort und hatte offenbar keinen Kontakt mehr mit Beethoven, außer dass sie ihn einmal erfolgreich und einmal erfolglos um Geld bat.

### Therese Brunsvik
Eine weitere Kandidatin war Therese Brunsvik, für die sich vor allem der seinerzeit renommierte Beethoven-Forscher Alexander Wheelock Thayer einsetzte, allerdings in der irrigen Annahme, der Brief sei 1807 geschrieben. Darüber hinaus publizierte Tenger 1890 ein fiktives Tagebuch Therese Brunsviks, das Thayers Annahme zu stützen schien, aber bald als Fälschung entlarvt wurde. Ausschnitte aus den echten Memoiren Thereses veröffentlichte fast 20 Jahre später erstmals La Mara, die die darin zum Ausdruck gebrachte Schwärmerei für Beethoven zunächst ebenfalls als Zeichen geheimer Liebe deutete. Später korrigierte La Mara ihre Ansicht, als sie Briefe und Dokumente aus dem Brunsvik-Nachlass auswertete, die nach dem Ersten Weltkrieg zugänglich wurden. Aus diesen Dokumenten ging hervor, dass Therese Brunsviks Schwester Josephine in ihrer Witwenzeit zwischen 1804 und 1807 intensiven Umgang mit Beethoven gepflegt hatte, der jedoch bei Josephines Schwestern Therese und Charlotte offenkundig starke Besorgnis auslöste. Aus diesen (noch sehr lückenhaften) Quellen zog La Mara, den Brief allerdings ebenfalls auf 1807 datierend, als erste den Schluss: „Es drängte sich mir die Überzeugung auf, daß […] Josephine verwitwete Gräfin Deym die ‚Unsterbliche Geliebte‘ Beethovens […] sei.“

### Amalie Sebald
Einen ersten wichtigen Beitrag zur Diskussion um die Adressatin leistete 1910 Wolfgang Alexander Thomas-San-Galli, der die These aufstellte, der Brief sei an die Berliner Sängerin Amalie Sebald gerichtet. Sie verband in den Sommermonaten 1811 und 1812 in den böhmischen Bädern eine kurze intensive Bekanntschaft mit Beethoven, die, wie überlieferte Briefe und Billette zeigen, zumindest 1811 alle Züge eines starken Flirts angenommen hatte. Wenngleich Thomas-San-Gallis These heute nicht mehr diskutiert wird, schuf er durch seine soliden Recherchen – etwa zur Datierung – Grundlagen, auf die spätere Forscher aufbauen konnten.

### Josephine Brunsvik
Dem französischen Schriftsteller Romain Rolland, der 1928 zunächst wie La Mara für Therese Brunsvik optiert hatte, fiel gleichfalls eine starke Zuneigung Josephines zu Beethoven auf, als ihm die Brunsvik-Familie zeitweilig Einblick in die damals unveröffentlichten Tagebuchnotizen Thereses gewährte. Siegmund Kaznelson lieferte 1954 eine Reihe weiterer gewichtiger Argumente, die für Josephine Brunsvik als „Unsterbliche Geliebte“ sprechen (ab 1799 Gräfin Josephine Deym von Stritetz, seit 1810 in zweiter Ehe verheiratet mit Christoph Baron von Stackelberg): Er wertete nicht nur Thereses Tagebuch aus, das 1938 von Czeke veröffentlicht worden war, sondern hielt es für denkbar, dass Josephines siebtes Kind, die Tochter Minona von Stackelberg (8. April 1813, Wien – 27. Februar 1897, Wien), die genau neun Monate nach dem Treffen mit der „Unsterblichen Geliebten“ (3. Juli 1812) geboren wurde, möglicherweise Beethovens Kind war. Eine entscheidende Unterstützung dieser These sah Kaznelson in der Tatsache, dass die Ehe zwischen Josephine und Stackelberg zum fraglichen Zeitpunkt weitgehend zerrüttet war: Baron Stackelberg hatte offensichtlich Frau und Familie einige Wochen zuvor verlassen.
Kaznelsons Thesen wurden erstmals ein Jahr später von dem französischen Historikerehepaar Jean und Brigitte Massin aufgegriffen, die die Josephine-Hypothese in ihrem Beethoven-Kompendium ausführlich würdigten und als die „am wenigsten absurde“ bezeichneten.
1957 veröffentlichte das Bonner Beethovenhaus erstmals Dreizehn [eigentlich vierzehn] Liebesbriefe Beethovens an Josephine, sowie ein in Josephines Abschrift überliefertes Fragment, die Beethoven während Josephines Witwenzeit zwischen 1804 und 1809 an diese geschrieben hatte, und die in Ton und Wortwahl deutlich an den berühmten Brief vom Juli 1812 anklangen. So nannte Beethoven Josephine in diesen Briefen unter anderem „Engel“ und „mein Alles“ sowie „einzig Geliebte“, während er in dem berühmten Brief vom Juli 1812 die Adressatin mit „Mein Engel, mein alles, mein Ich“ ansprach und sie später als seine „Unsterbliche Geliebte“ bezeichnete. Das Buch enthielt außerdem einige Briefentwürfe Josephines an Beethoven aus derselben Zeit. Die Tatsache jedoch, dass aus dem Briefwechsel ersichtlich wurde, dass Josephine auf Druck der Familie sich im Herbst 1807 von Beethoven zurückgezogen hatte – sie ließ sich bei seinen Besuchen nur noch verleugnen –, veranlasste den damaligen Leiter des Beethovenhauses und Herausgeber des Briefwechsels, Schmidt-Görg zu einem Vorwort, in dem er, Kaznelsons Schlussfolgerungen ignorierend, postulierte, der Briefwechsel beweise das definitive Ende der Liebesbeziehung, Josephine könne daher unmöglich die „Unsterbliche Geliebte“ gewesen sein. 1970 wurde die These von Brigitte und Jean Massin wieder aufgegriffen, die nun in Ergänzung zu ihrem Beethoven-Kompendium noch eine sorgfältige musikologische Studie vorlegten, die aufgrund von Textvergleichen mit den zuvor veröffentlichten vierzehn Briefen und nicht zuletzt aufgrund von Spuren in Beethovens Kompositionen über Jahrzehnte hinweg für Josephine als mit Abstand plausibelster Kandidatin für die „Unsterbliche Geliebte“ plädierte. Besonders in dem für Josephine geschriebenen „lyrischen Menuett“, dem Andante favori WoO 57, dessen biographischer Stellenwert erst durch die Veröffentlichung der vierzehn Liebesbriefe an Josephine in den 1950er Jahren manifest geworden war („– hier ihr – ihr – Andante – “), glauben sie eine semantische Chiffre für „Jo-se-phi-ne“ gefunden zu haben, die sich ihrer Ansicht nach in zahlreichen Metamorphosen durch das Beethovensche Gesamtwerk zieht.
Im Jahre 1977 erschien Harry Goldschmidts erwähnte Grundlagenstudie Um die Unsterbliche Geliebte, in der er alle anderen Kandidatinnen außer Antonie Brentano und Josephine Brunsvik eliminieren konnte. Offiziell gab er keiner der beiden verbliebenen Frauen den Vorzug, ließ aber indirekt Sympathien für die Josephine-Hypothese durchblicken. In Bezug auf Josephine gelang es ihm u. a., im Deymschen Familiennachlass in Südböhmen die umfangreiche Korrespondenz der Familie Brunsvik zwischen 1799 und 1821 zu sichten. Außerdem baute er den von den Massins entwickelten Ansatz „Musik als biographisches Dokument“ weiter aus.
Die erste Biographie Josephine Brunsviks veröffentlichte 1983 Marie-Elisabeth Tellenbach. In den damals noch zum Ostblock gehörenden Ländern Tschechoslowakei und Ungarn förderte sie in südböhmischen und Budapester Archiven zahlreiche Familiendokumente zutage, die es ihr erlaubten, große Teile von Josephines Lebensgeschichte zu rekonstruieren. Tellenbach glaubt Indizien für sporadische (indirekte und direkte) Kontakte zwischen Beethoven und Josephine auch für die Zeit nach dem dramatischen Jahr 1812 nachweisen zu können. Insbesondere entdeckte sie einen Briefentwurf Josephines an einen ungenannten Mann vom 8. April – dem Geburtstag ihrer Tochter Minona – (sehr wahrscheinlich 1818), der ihrer Ansicht nach „in Inhalt und Form nur an Beethoven gerichtet gewesen sein kann und eindeutig den berühmten Briefen aus der Frühzeit entspricht.“ Des Weiteren griff Tellenbach den musik-biographischen Ansatz von Massin und Goldschmidt auf, um weitere Bezüge zu Josephine in Beethovens Gesamtwerk herauszuarbeiten.
Auf den Arbeiten Tellenbachs baute fast 20 Jahre später die kanadische Musikwissenschaftlerin Rita Steblin auf. Sie klärte zahlreiche weitere bis dato unbekannte Fakten aus dem Leben Josephines und konnte nachweisen, dass Josephines zweiter Ehemann Christoph von Stackelberg spätestens Ende Juni 1812 Frau und Familie verlassen hatte, und dass Josephine weniger als einen Monat vor dem fraglichen Prager Treffen Beethovens mit der „Unsterblichen Geliebten“ eine Reise nach Prag beabsichtigte.
Dennoch gibt es bislang keinen konkreten Beleg dafür, dass Josephine in der fraglichen Zeit nach Prag (und Karlsbad) reiste:
1. Sie wird nicht in einem Verzeichnis der Wiener Polizei, in der alle aus Wien Abreisenden im Zeitraum 28. Juni bis 4. Juli 1812 aufgeführt sind, genannt. Beethoven verließ Wien demnach am 29. Juni um 4 Uhr früh; Antonie Brentano reiste am 1. Juli 1812 um 2 Uhr früh ab.[38]
2. Sie erscheint 1812 nicht in den Fremdenlisten der Prager Oberpostamts-Zeitung, in der zahlreiche Prag-Besucher, insbesondere Adlige, erwähnt wurden. Genannt sind dort Beethoven, der am 1. Juli in Prag eintraf, und Antonie Brentano, die am 3. Juli ankam.
3. Sie erscheint 1812 weder in den Karlsbader Kurlisten noch in denen von Franzensbad.

### Dorothea von Ertmann
1969 stellte der New Yorker Musikschriftsteller George Marek (1902–1987) nach umfangreichen Recherchen die Vermutung auf, Dorothea von Ertmann könne Beethovens „Unsterbliche Geliebte“ gewesen sein. Marek war der erste westliche Autor, der die Erlaubnis erhielt, in den tschechischen Archiven in Prag, Teplitz und Karlsbad zu forschen. Er konnte dort die polizeilichen Meldelisten einsehen, ebenso die Kurlisten sowie die Prager Oberpostamts-Zeitung, die gleichfalls über angekommene Gäste informierte. Seine These wurde jedoch 1972 durch den ebenfalls in New York lebenden Beethoven-Forscher Maynard Solomon in Frage gestellt, da Dorothea von Ertmann bereits am 25. Juni 1812 in Karlsbad eintraf, mithin vor dem 3. Juli 1812, als der Komponist der „Unsterblichen Geliebten“ in Prag begegnete. Auch sonst gibt es keine Indizien, dass sie die gesuchte Frau gewesen sein konnte. 1977 wurde Mareks These noch einmal von Harry Goldschmidt diskutiert und gleichfalls verworfen.

### Antonie Brentano

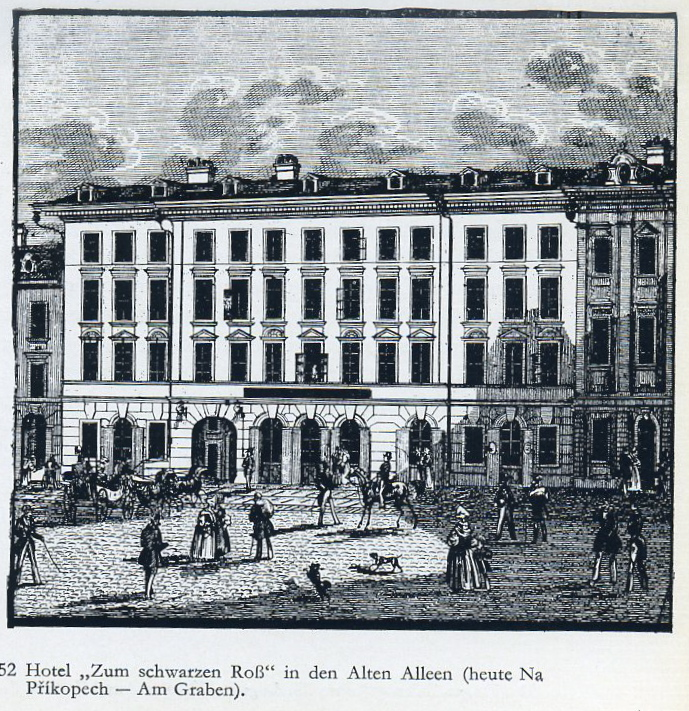
Prag, Hotel „Zum schwarzen Ross“, Lithographie (um 1820), Beethovens Quartier für die Tage vom 1. bis 3. Juli 1812

Die Hypothese, dass die Unbekannte Antonie Brentano gewesen sein könne, wurde erstmals 1955 von Jean Massin (1917–1986) und seiner Frau Brigitte (1927–2002) aufgeworfen: „Die Vermutung, dass es Antonie Brentano gewesen sein könnte, ist zugleich verführerisch und absurd.“ Unabhängig davon und mit ausführlicher Begründung stellte die Musikjournalistin Yayoi Aoki die These 1959 erstmals in Japan vor. Die drei Autoren konnten allerdings noch nicht in den Archiven von Karlsbad und Teplitz – im damaligen Ostblock – forschen, was heute für eine seriöse Diskussion als unabdingbar gilt. Dies geschah erstmals in den 1960er Jahren durch George Marek. Aufgrund der von Marek in der damaligen Tschechoslowakei zusammengetragenen Materialien stellte Maynard Solomon 1972 nochmals und ausführlicher die These auf, bei der Adressatin habe es sich um Antonie Brentano gehandelt. Damit war eine weitere, bis dahin weitgehend unbeachtete Kandidatin in den Mittelpunkt des Interesses gerückt. Solomons These konnte 2001 durch einen umfangreichen Beitrag von Klaus Martin Kopitz erhärtet werden, der zahlreiche bis dahin unbekannte Quellen zu Antonie Brentanos Wiener Jahren enthält, darunter Briefe an ihre Schwägerin Bettina von Arnim.

„Der Brief, der lange Zeit nicht datiert war, ist heute durch Wasserzeichenbefunde und andere Befunde sehr genau auf den 6.7.1812 datiert, geschrieben in Teplitz. Vor allem schreibt Beethoven in dem Brief, dass er an eine Frau in Karlsbad gerichtet ist[,] und in Karlsbad gibt es heute noch polizeiliche Melderegister aus dieser Zeit.“

Antonie Brentano war eine Tochter von Johann Melchior Edler von Birkenstock, hatte am 20. Juli 1798 in Wien den Bankier Franz Brentano geheiratet und lebte mit ihm seitdem in Frankfurt am Main. Im August 1809 kam sie noch einmal für mehrere Jahre nach Wien, zunächst, um ihren schwerkranken Vater zu pflegen, der am 30. Oktober starb. Antonie Brentano war damit Alleinerbin von dessen großer Villa in der Vorstadt Landstraße, Erdberggasse Nr. 98, und einer überaus kostbaren Kunstsammlung, die sie in den folgenden Jahren verkaufte. Die Sammlung befindet sich heute teilweise in der Albertina. Insgesamt wurde die Erbschaft auf 144.474 Gulden geschätzt.
Beethoven lernte Antonie Brentano Ende Mai 1810 durch ihre Schwägerin Bettina Brentano kennen. Zwischen beiden entwickelte sich bald eine tiefe Freundschaft, in ihrem Tagebuch spricht Antonie Brentano von einer „Wahlverwandtschaft“. Am 11. März 1811 schrieb sie Bettina, Beethoven sei ihr „einer der liebsten Menschen“ geworden und besuche sie „beinahe täglich“. Demselben Brief ist zu entnehmen, dass sie ihren Gatten schon sechs Monate nicht gesehen hatte. Dieser Brief sowie auch andere Dokumente lassen vermuten, dass das Ehepaar Brentano in dieser Zeit zunehmend eine dauerhafte Trennung erwog:
- Bereits vor der Reise Antonie Brentanos nach Wien kam es zu einer „Aufteilung“ der Kinder, d. h. Antonie Brentano nahm ihre drei Töchter Maximiliane, Josefa und Fanny mit nach Wien, wohingegen der Sohn Georg bei seinem Vater in Frankfurt blieb.
- Antonie Brentano weitete die Haushaltsauflösung der väterlichen Villa auf über drei Jahre aus.
- Franz Brentano scheint in den drei Jahren kaum in Wien gewesen zu sein. Selbst der Briefkontakt war äußerst gering. Am 20. Februar 1810 schrieb Antonie Brentano an Bettina Brentano in Berlin, Franz Brentano sei in Frankfurt „in Geschäfte begraben“.[47] Am 11. März 1811 meldete sie Bettina Brentano lakonisch: „Aus der Sandgasse [dem Frankfurter Brentano-Haus mit Sitz der Firma] hör ich kein Wörtchen.“[48]
- Vom 16. Juni bis 8. Juli 1810 hielt sich Antonie Brentano mit ihrer Tochter Josefa – ohne Franz Brentano – zur Kur in Karlsbad und anschließend in Franzensbad auf.[49]
- Vom 30. Juli bis 24. August 1811 ist sie mit ihrer Tochter Josefa – wieder ohne Franz Brentano – erneut in Karlsbad und ab 26. August in Franzensbad nachweisbar.[50]
- Am 9. Januar 1812 schrieb sie aus Wien an ihren Schwager Clemens Brentano in Prag, sie sei „in meiner Vaterstadt [Wien] durch die süße Notwendigkeit lieber festgehalten als in der Vaterstadt meiner Kinder [Frankfurt], genieße des wahren Wohlseins und der Zufriedenheit, welche zwanglose Verhältnisse gewähren.“[51]

Am 2. März 1812 ließ sie sich von Beethoven das Originalmanuskript seines Liedes An die Geliebte (WoO 140) schenken, das er im Dezember 1811 komponiert und der bayerischen Sängerin Regina Lang ins Stammbuch geschrieben hatte. Sie vermerkte darauf: „den 2n März 1812 mir vom Author erbethen“. Dies kann als Indiz dafür gewertet werden, dass sich Antonie Brentano inzwischen als Beethovens Geliebte sah. Von seinen häufigen Kontakten mit Antonie Brentano zeugt auch das einsätzige Klaviertrio B-Dur WoO 39. Das ungewöhnlich sauber geschriebene Autograph trägt Beethovens Widmung: „Vien am 26ten Juni. 1812. für meine kleine Freundin Maxe Brentano zu ihrer Aufmunterung im Klawierspielen. – lvBthwn.“ Antonie Brentanos Tochter Maximiliane war damals neun Jahre alt und heiratete später den Beamten Friedrich von Blittersdorf. Sie war eine gute Pianistin, und Beethoven widmete ihr 1820 auch die E-Dur-Klaviersonate op. 109.
Solomon konnte nachweisen, dass Antonie – nun zusammen mit ihrem Mann – genau zum fraglichen Zeitpunkt, am 3. Juli 1812, tatsächlich in Prag eintraf, wo sie im Hotel „Rotes Haus“ in der Jesuitengasse Nr. 147, Ecke Egidigasse (heute Karlova ulice 44) abstieg. Des Weiteren konnte er plausibel erklären, wie sie erfahren haben könnte, dass Beethoven gleichfalls in der Stadt war: Genau am 3. Juli 1812 erschien in der deutschsprachigen Prager Oberpostamts-Zeitung eine Meldung über einige der anwesenden Fremden, darunter: „Hr. Baron Wilison, Lieutenant v. E. H. Ludwig, von Wien, (woh. im rothen Haus.) Hr. v. Beethoven, Compositeur, von Wien, (woh. im schwarzen Roß.)“. Zudem wohnte Beethovens Reisebegleiter, der junge Karl Wilhelm von Willisen, ein Freund von Karl August Varnhagen von Ense, im selben Hotel wie Antonie Brentano. Somit könnte sie Beethoven von ihrer Anwesenheit in Prag informiert und ihn um ein Treffen gebeten haben.
Bei dem Versuch, die Prager Begegnung am 3. Juli 1812 zu rekonstruieren, ist von Interesse, dass Beethoven in dem Brief an die Geliebte einen Diplomaten erwähnt, den Fürsten Paul Anton III. Esterházy, den Beethoven in Teplitz wieder sah. Gegenüber der Unbekannten nennt er ihn lapidar „Esterhazi“ und konnte demnach voraussetzen, sie wisse, wer aus dem weit verzweigten Adelsgeschlecht gemeint ist. Jener Esterházy logierte in Prag auf der Kleinseite im vornehmen Hotel „Erzherzog Karl“ in der Karmelitergasse Nr. 379, nur etwa 1000 m von Antonie Brentanos Unterkunft im „Roten Haus“ entfernt. Eine denkbare Erklärung für die Erwähnung Esterházys wäre somit, dass Antonie Brentano für das Treffen am Abend des 3. Juli den „Erzherzog Karl“ vorgeschlagen hatte, wo der Komponist dann mit dem musikliebenden Fürsten zusammentraf, der ihn womöglich nach seinen Reiseplänen fragte.
Darüber hinaus ließ sich beweisen, dass Antonie Brentano am Morgen des 4. Juli 1812 gegen 6 Uhr – mit ihrem Ehemann, der 5-jährigen Tochter Fanny und einem Kindermädchen – von Prag nach Karlsbad weiterreiste, wo sie mit ihrer Familie am 5. Juli eintraf und die Pension „Zum Auge Gottes“ auf der Wiese Nr. 311 bezog. Es handelt sich um das heutige Café Pupp, das zum berühmten Grandhotel Pupp gehört. Die Kurliste vermerkt hinter dem Ankunftsdatum: „Herr Franz Brentano, Banquier aus Frankfurt, nebst Gemahlin und Kind.“ Am Tag darauf erfolgte die Registrierung im polizeilichen Meldeprotokoll: „Franz Brentano mit Gattin, Kind v. 5 Jahre, Banquier, Frankfurth“, gemeinsam mit einer „Bona“ (Kindermädchen); als voraussichtliche Aufenthaltsdauer sind fünf Wochen angegeben. Das stimmt exakt mit Beethovens Brief an die „Unsterbliche Geliebte“ überein, dem zu entnehmen ist, dass er diese zum Zeitpunkt der Abfassung des Briefes in „K.“ [Karlsbad] vermutete.
Ende Juli 1812 reiste auch Beethoven nach Karlsbad und zog dort gleichfalls in die Pension „Zum Auge Gottes“. Er traf in Karlsbad mit dem Geiger Giovanni Battista Polledro zusammen, mit dem gemeinsam er am 6. August 1812 ein Konzert gab. Anschließend reiste er mit der Familie Brentano nach Franzensbad, wo er und die Brentanos gleichfalls dasselbe Quartier bezogen.
Anschließend trennten sich die Brentanos und Beethoven für immer: Beethoven kehrte noch einmal für mehrere Wochen nach Teplitz zurück, wohingegen Antonie Brentano mit ihrer Familie nach Wien und anschließend nach Frankfurt reiste. Auf die gemeinsam verbrachten Tage spielte Beethoven in seinem Brief an Antonie Brentano vom 6. Februar 1816 an, in dem es heißt, „daß ich die Stunden, welche ich in ihrer beyderSeitigen Gesellschaft zubrachte, als die mir unvergeßlichsten mir gern zurückrufe.“
Antonie Brentano ist danach nie wieder in Wien gewesen, blieb aber mit Beethoven in engem Kontakt. Noch 1819 setzte sie sich – vergeblich – dafür ein, dass Beethoven seinen Neffen Karl bei dem berühmten Pädagogen Johann Michael Sailer erziehen lassen kann. Der Komponist wandte sich in dieser Frage am 22. Juni 1819 sogar an Kaiser Franz I. persönlich. Im Auftrag von Antonie Brentano entstand 1820 das bekannte Beethoven-Porträt von Joseph Karl Stieler. 1822 widmete ihr der Komponist die englische Ausgabe der letzten Klaviersonate c-Moll op. 111 und 1823 die Diabelli-Variationen op. 120.
Solomons These, die für sich in Anspruch nehmen kann, alle äußeren Präliminarien zu erfüllen, dominiert seitdem die Diskussion im englischsprachigen Raum sowie in Japan. Allerdings weist sie eine Reihe von Ungereimtheiten auf. Die überlieferten Quellen sind allerdings gerade bei Antonie Brentano nicht so zahlreich, als dass sie eine detaillierte Analyse ihrer Beziehung mit Beethoven erlauben. Ihre Briefe an Familienmitglieder enthalten nur wenige Andeutungen über ihre tiefe Verehrung für den Komponisten.
Die englische Autorin Susan Lund vertritt die Auffassung, der im Mai/Juni 1812 – mehr als einen Monat vor der Niederschrift des Briefs an die „Unsterbliche Geliebte“ – gezeugte Karl Joseph Brentano könne Beethovens Sohn sein. Er wurde am 8. März 1813 in Frankfurt am Main geboren und litt an einer schweren körperlichen und geistigen Behinderung, an deren Folgen er bereits am 18. Mai 1850 verstarb. Sein Grab befindet sich in der Gruft 48 des Frankfurter Hauptfriedhofs, in der auch andere Mitglieder der Familie Brentano ihre letzte Ruhestätte fanden. Ein Indiz dafür, dass Franz Brentano nicht der Vater von Karl Joseph war, sieht Lund darin, dass er in einem Brief schreibt, er habe „nur einen Sohn“ [Georg].
Zur Überprüfung der Vaterschaft haben einige Beethoven-Forscher bereits die Möglichkeit eines DNA-Vergleichs erwogen.

### Bettina von Arnim
Walden (2011) vertritt die These, dass Bettina von Arnim Beethovens „Unsterbliche Geliebte“ war, basierend auf der Annahme, dass zwei Briefe Beethovens, die sie in ihrem späteren Leben veröffentlichte, echt seien. Generell werden diese Briefe – ebenso einige, die Bettina von Goethe erhalten haben will – in der Forschung als Fälschungen angesehen und nicht anerkannt.
„Falls dieser Brief an Bettina echt ist, wäre es schlüssig bewiesen, daß Bettina die Unsterbliche Geliebte war, aber das Original ist verschollen, und seine Authentizität wird heutzutage stark angezweifelt. … ihre Vertrauenswürdigkeit und ihre Wahrheitsliebe gelten heute als zweifelhaft.“

## Medien
Das Thema der unsterblichen Geliebten wurde 1994 im US-amerikanischen Spielfilm mit dem Originaltitel Immortal Beloved aufgegriffen. Außerdem basiert das Musical Beethoven von Michael Kunze und Sylvester Levay auf diesem Thema, das am 12. Januar 2023 in Seoul, Südkorea, uraufgeführt wurde.